# Cavo Panizzina
Il Panizzina è un importante canale artificiale costruito a supporto dell'irrigazione, che scorre in Piemonte (provincia di Novara) ed in Lombardia (provincia di Pavia).
È di proprietà dell'associazione d'irrigazione Est Sesia, che controlla il comprensorio irriguo di parte della provincia di Novara e della provincia di Pavia, a est del corso della Sesia.

## Percorso
Il cavo deriva le sue acque nel territorio comunale di San Pietro Mosezzo, dal Canale Cavour. Successivamente percorre tutto il Basso Novarese dove più volte si interseca con il cavo Cattedrale. 
A sud di Pagliate, in comune di Granozzo con Monticello alimenta, assieme col Cattedrale stesso, il cavo del Novarello (antico alveolo della roggia Biraghetta) che muoveva l'ex mulino dell'attuale centro sportivo del Novara Calcio.

In territorio di Vespolate attraversa l'Agogna tramite un ponte canale. Entra quindi Lombardia, nella regione storica della Lomellina, dove termina il suo corso di circa 35 km nel torrente Arbogna-Erbognone, in comune di Mortara, notevolmente ridotto di portata.

## Fauna ittica
Il cavo, come il canale Cavour, è di proprietà FIPSAS Novara e quindi si può pescare solo con la licenza dell'associazione.
Essendo un miscuglio di acque (Po, Dora Baltea e Lago Maggiore - tramite il DAN) la fauna ittica è molto variegata; sono presenti in quantità ciprinidi (cavedano, carassio, scardola, carpa) e salmonidi (sia di discesa come trota marmorata, sia d'immissione trota iridea).